# Antachara thomasi
Antachara thomasi är en fjärilsart som beskrevs av Thöny 1999. Antachara thomasi ingår i släktet Antachara och familjen nattflyn. Inga underarter finns listade i Catalogue of Life.